# Igreja de São Jorge (Lalibela)
A Igreja de São Jorge (em amárico: Biete Ghiorgis) é um templo católico ortodoxo, construído no século XIII, em devoção a São Jorge, a mando do Rei Gebre Mesqel Lalibela. Está localizada na base do Monte Abuna Yosef, na cidade de Lalibela, na Etiópia. Foi declarado como Patrimônio Mundial, tombado pela Organização das Nações Unidas para a Educação, a Ciência e a Cultura (UNESCO), juntamente com outras dez igrejas esculpidas, em 1978.
A igreja faz parte de um grande complexo composto de 11 igrejas esculpidas, interligadas através de trincheiras. Atualmente, é administrada pela Igreja Cristã Ortodoxa Etíope; e recebe peregrinações e são celebrados cultos continuamente, desde sua criação.

## História

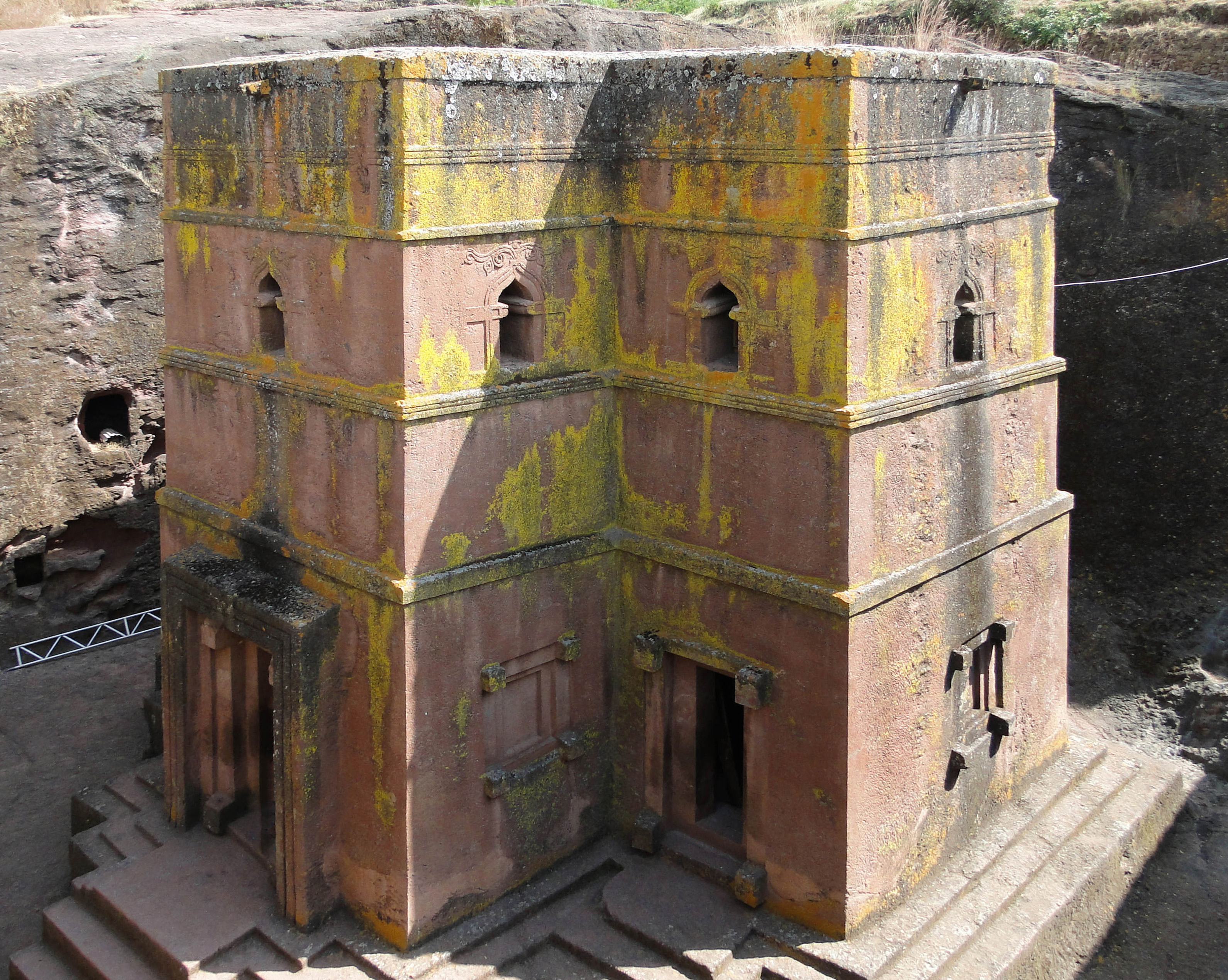
Fachada

Entre o final do século XII e início do século XIII, devido ao perigo em fazer peregrinações à Jerusalém durante as Cruzadas, o Rei Gebre Mesqel Lalibela mandou construir igrejas cristã ortodoxa para servir como um novo local para peregrinações dos etíopes.

## Arquitetura

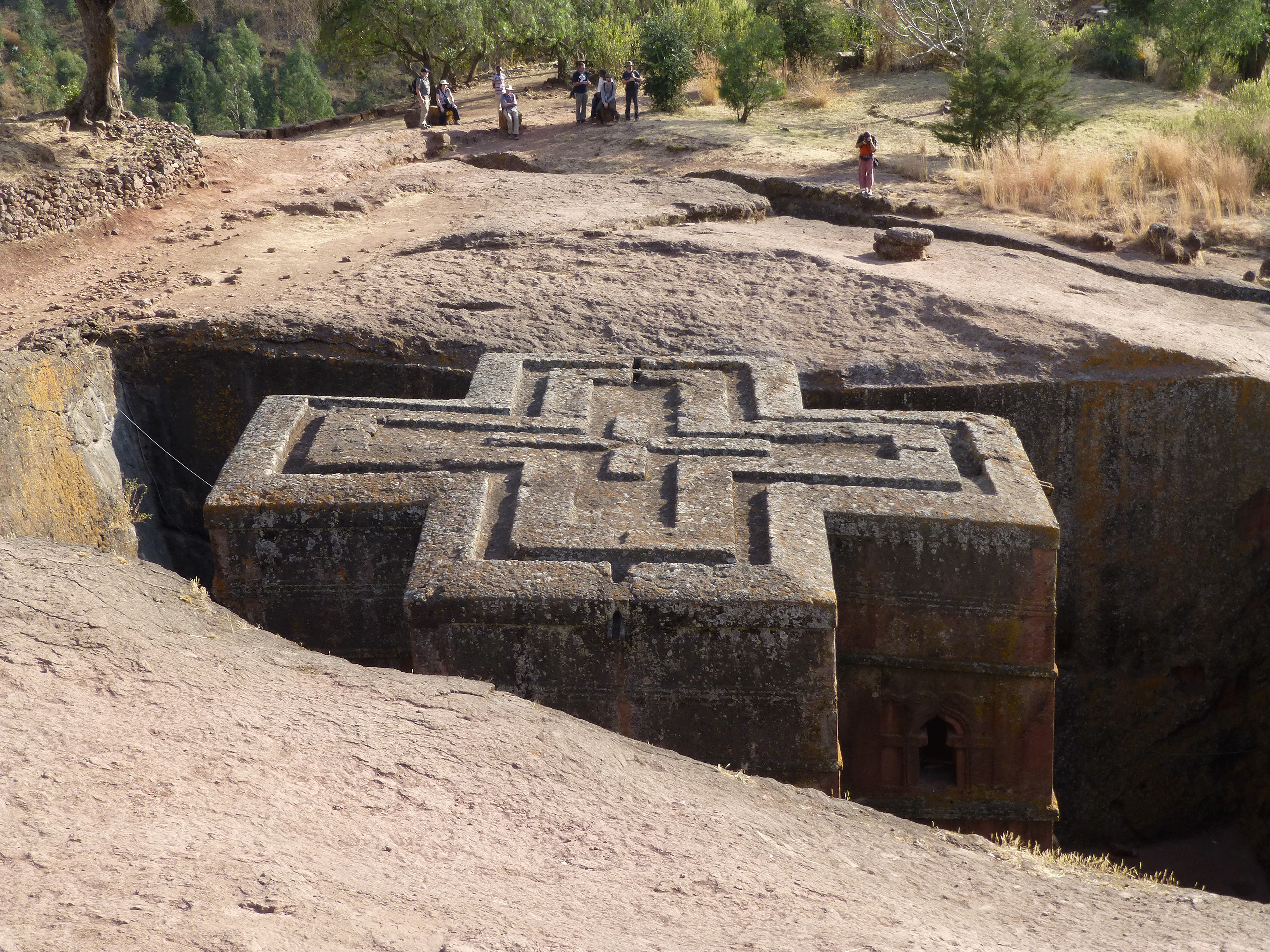
Telhado da igreja

Encontra-se em um pátio com uma área de 625 m² (25x25 metros), abaixo do nível do solo. Foi esculpida de forma monolítica, de cima para baixo, em tufo vulcânico rosa do planalto de Lasta. Possui forma cruciforme e equilátera, com 12 metros de largura e 13 metros de altura. Seu telhado é plano e possui cruzes entrelaçadas decorativas, esculpidas em relevo. Possui uma plataforma elevada, com três degraus. No nível inferior, há nove janelas cegas e possuem estilo axumita; e três portas na fachada oeste. No nível superior, há doze janelas em formas ogivais.